# Lonchophora
Lonchophora es un género de plantas fanerógamas de la familia Brassicaceae. Comprende tres especies.

## Especies seleccionadas
- Lonchophora capiemontana
- Lonchophora guyoniana
- Lonchophora kralikii